# Acritarc
Els acritarcs són petites estructures orgàniques trobades en forma de fòssils. En general, qualsevol petita estructura orgànica (ni carbonatada ni silícia) no soluble en àcid, que no pugui ser classificada d'altra manera, és un acritarc. La majoria dels acritarcs són probablement restes d'organismes unicel·lulars, especialment d'algues planctòniques. Es troben en roques sedimentàries des del precambrià fins al present.
S'aïllen típicament de roques sedimentàries siliciclàstiques usant àcid fluorhídric, però a vegades s'extreuen de roques riques en carbonat. Són candidats excel·lents a fòssils traça quan no hi ha disponibles altres fòssils. S'utilitzen per a datar formacions de roques de l'era paleozoica. Donat que la majoria dels acritarcs són suposadament marins, són també útils per a la interpretació paleoambiental.
Els acritarcs inclouen restes d'una àmplia diversitat de classes d'organismes. Comprenen des de closques dels ous de petits metazous als quists de diverses classes de clorophyta (algues verdes). És probable que algunes formes d'acritarcs representin quists d'algues ancestrals del grup dels dinoflagel·lats. La naturalesa d'alguns acritarcs es pot identificar per la seva estructura. Alguns es poden identificar temptativament per la presència dels productes químics específics associats als fòssils. La naturalesa dels organismes associats als acritarcs més antics és dubtosa, tot i que molts probablement estan relacionats amb algues marines unicel·lulars. En teoria, quan es coneix el tàxon biològic d'un acritarc, el microfòssil particular deixa de ser considerat un acritarc i passa a ser classificat en el grup apropiat.
Es coneixen acritarcs amb una antiguitat d'almenys 1.400 milions d'anys, i presenten una diversitat considerable 100 milions d'anys després. La diversitat declinà durant l'esdeveniment glacial Sturtian-Varanger de fa prop de 800 milions d'anys. La diversitat augmentà altre cop durant l'Ediacarà. La diversitat declinà de sobte a finals del Precambrià. Els acritarcs presenten la seva màxima diversitat durant el cambrià, Ordovicià, Silurià i Devonià.